# Pflege-Qualitätssicherungsgesetz
Durch das Pflege-Qualitätssicherungsgesetz (PQsG) wurde in Deutschland das Elfte Buch Sozialgesetzbuch (SGB XI, Soziale Pflegeversicherung) mit Wirkung zum 1. Januar 2002 umfangreich geändert und ergänzt. Insbesondere wurde dem SGB XI im Elften Kapitel Vorschriften über die Qualitätssicherung und Regelungen zum Schutz der Pflegebedürftigen angefügt (§§ 112 bis 120). Das Gesetz war am 21. Juni 2001 vom Bundestag und am 13. Juli 2001 vom Bundesrat verabschiedet worden. Erklärtes Ziel war, die Pflegequalität zu sichern und weiterzuentwickeln und die Verbraucherrechte der Pflegebedürftigen zu stärken. Zwischenzeitlich wurden Teile der Änderungen durch das PQsG erneut revidiert, vor allem durch das Pflege-Weiterentwicklungsgesetz vom 28. Mai 2008.
Um die angestrebte Qualitätssicherung der Pflege zu erreichen, wurden erstmals alle ambulanten, teilstationären und stationären Pflegeeinrichtungen verpflichtet, bis spätestens Ende 2003 ein einrichtungsinternes Qualitätsmanagement einzuführen (§ 80 Abs. 1 SGB XI bzw. Art. 1 Nr. 8 PQsG) und mindestens alle zwei Jahre Leistungs- und Qualitätsnachweise zu erbringen (§ 113 SGB XI bzw. Art. 1 Nr. 23 PQsG). Nur bei Erfüllung dieser Pflicht konnte eine Vergütungsvereinbarung mit den Kostenträgern abgeschlossen werden.
Parallel dazu blieb es weiterhin möglich, die erbrachten Leistungen und deren Qualität durch Einzelprüfungen, Stichprobenprüfungen und vergleichende Prüfungen zu kontrollieren (zuvor § 80 Abs. 2 SGB XI, nunmehr § 112 Abs. 3 SGB XI bzw. Art. 1 Nr. 23 PQsG). Dazu wurden die Zugangsrechte des Medizinischen Dienstes der Krankenversicherung (MDK) zu den Pflegeeinrichtungen konkretisiert (§ 114 Abs. 1 SGB XI i.d.F des PQsG, seit dem 1. Juli 2008 in § 114a SGB XI geregelt) und – im stationären Bereich – die Zusammenarbeit mit der staatlichen Heimaufsicht gefördert.
Zur Stärkung der Eigenverantwortung der Pflegeselbstverwaltung wurden die Träger der teil- und vollstationären Pflegeeinrichtungen verpflichtet, zusammen mit der Pflegesatzvereinbarung Leistungs- und Qualitätsvereinbarungen (LQV) mit den Leistungsträgern abzuschließen, in denen die von der Pflegeeinrichtung erwarteten Leistungen nach der Struktur und der voraussichtlichen Entwicklung des zu betreuenden Personenkreises definiert und die dafür notwendigen personellen und sächlichen Anforderungen vertraglich abgesichert sein sollten (§ 80a SGB XI / Art. 1 Nr. 9 PQsG). Die LQV bewährte sich jedoch als eigenständiger Vertragstypus nicht, so dass sie durch das Pflege-Weiterentwicklungsgesetz vom 28. Mai 2008 zum 1. Juli 2008 wieder aus dem Pflegeversicherungsrecht herausgenommen wurde. Einige Bestandteile wurden dabei in die regelmäßig abzuschließenden Vergütungsvereinbarungen übernommen (siehe § 84 Abs. 5 und 6 XI).